# 찰스 휘트스톤

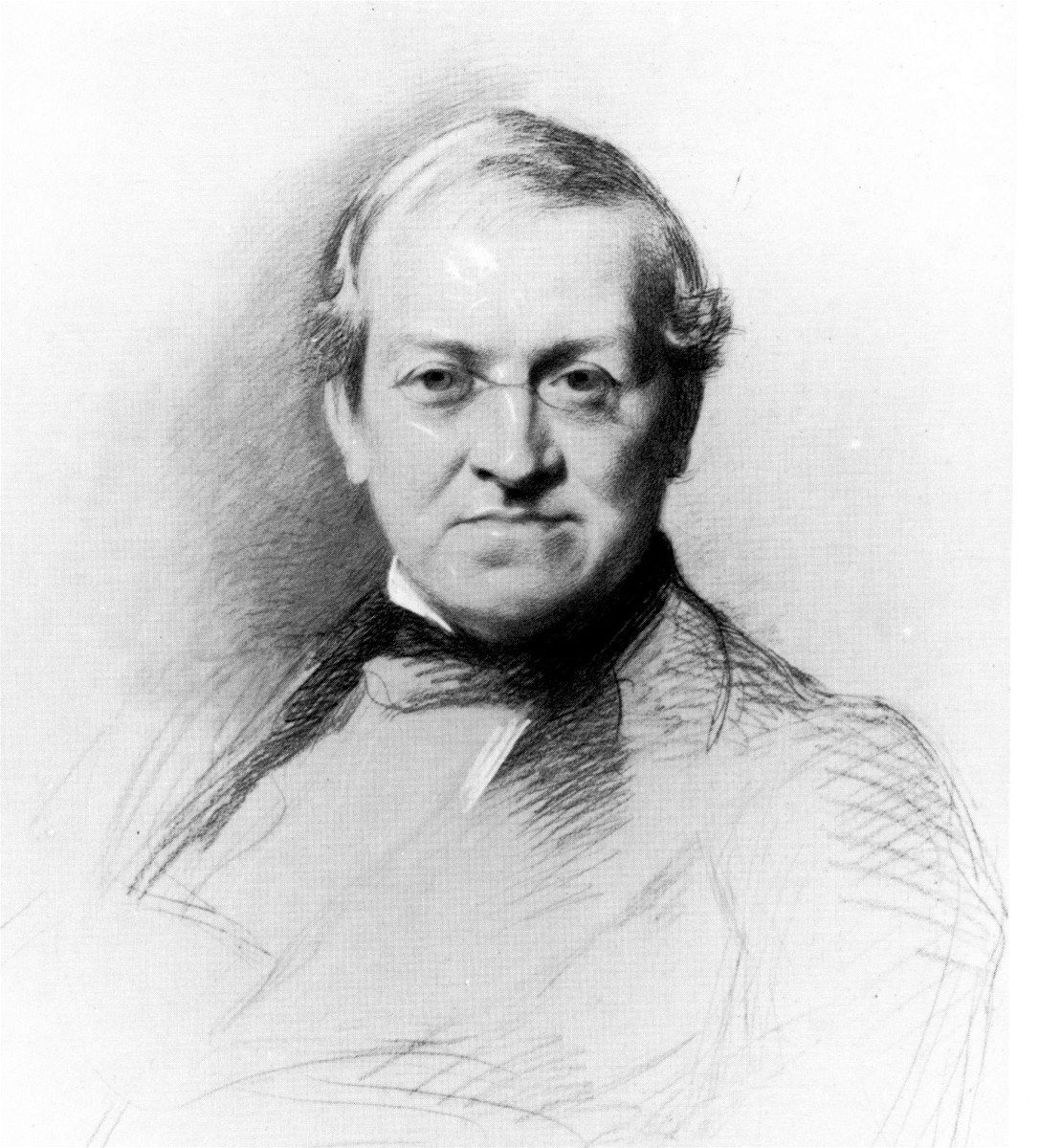
찰스 휘트스톤(1868년의 초상화)

찰스 휘트스톤 기사(Sir Charles Wheatstone, FRS, 1802년 2월 6일~1875년 10월 19일)은 영국의 발명가, 물리학자이다.
잉글랜드의 글로스터에서 태어났다. 아버지는 악기상을 운영해서, 그는 자연스레 악기를 만들기도 하고 연구하기도 하면서 음향학을 공부하게 되었다. 그러는 가운데 광학, 전자기학의 연구로 나아갔다.
32세 때 킹스 칼리지 런던의 실험 물리학 교수가 되었으며, 같은 해애 입체경(stereoscope)의 연구도 하였다. 1833년경의 전신기를 포함해 전기시계(1840), 휘트스톤 브리지(1843), 발전기 등 여러 발명품도 만들었다.
그가 실용적인 전신기를 만들게 된 동기는 다음과 같다. 독일에 의학도로서 유학중이었던 윌리엄 쿡(William Fothergill Cooke)이 하이델베르크에서 전기실험을 보고 흥미를 갖게 되어 스스로 전신기를 만들었다. 곧 영국으로 돌아와 전기학자 패러데이에게 그 이야기를 하자, 패러데이는 휘트스톤을 소개했다. 휘트스톤과 쿡은 협력해 실용적인 전신기를 완성하고 1837년 특허를 받았다. 이 전신기는 영국에서 많이 사용되었다.

## 서훈
- 1868년 기사작위(Knight Bachelor) 서임

## 같이 보기
- 올리버 헤비사이드